# Вашковецька сільська рада
Вашкове́цька сільська́ ра́да — колишній орган місцевого самоврядування Вашковецької сільської громади в Сокирянському районі Чернівецької області.

## Склад ради
Рада складалася з 20 депутатів та голови.
- Голова ради: Романенко Валерій Васильович
- Секретар ради: Гудійник Ольга Владиславівна

### Керівний склад попередніх скликань
| Прізвище, ім'я, по батькові  | Основні відомості                                                                                          | Дата обрання | Дата звільнення |
| ---------------------------- | --- | ------------ | --------------- |
| Романенко Валерій Васильович | Сільський голова, 1965 року народження, освіта вища, член Соціал-демократичної партії України (об'єднаної) | 26.03.2006   | 31.10.2010      |
| Романенко Валерій Васильович | Сільський голова, 1965 року народження, освіта вища                                                        | 31.10.2010   |                 |

Примітка: таблиця складена за даними сайту Верховної Ради України

### Депутати
За результатами місцевих виборів 2010 року депутатами ради стали:

#### За суб'єктами висування
| Суб'єкт висування                                       | Кількість обраних депутатів | %  |
| ------------------------------------------------------- | --------------------------- | -- |
| Самовисування                                           | 14                          | 70 |
| Політична партія Всеукраїнське об'єднання «Батьківщина» | 6                           | 30 |

#### За округами
| № округу                                                | Прізвище, ім'я, по батькові    | Дата визнання обраним | Освіта             | Партійна приналежність                        | Відомості про обраного депутата                                  |
| ------------------------------------------------------- | ------------------------------ | --------------------- | ------------------ | --------------------------------------------- | ---------------------------------------------------------------- |
| Політична партія Всеукраїнське об'єднання «Батьківщина» |                                |                       |                    |                                               |                                                                  |
| 2                                                       | Гудійник Ольга Владиславівна   | 03.11.2010            | вища               | позапартійна                                  | Вашковецька сільська рада, секретар                              |
| 3                                                       | Песлар Людмила Іванівна        | 03.11.2010            | середня спеціальна | член Всеукраїнського об'єднання «Батьківщина» | Вашковецька сільська рада, соціальний працівник                  |
| 6                                                       | Іващук Іван Дмитрович          | 03.11.2010            | середня спеціальна | позапартійний                                 | приватний підприємець                                            |
| 8                                                       | Ткачук Галина Василівна        | 03.11.2010            | середня спеціальна | член Всеукраїнського об'єднання «Батьківщина» | відділ культури Сокирянської РДА, директор Будинку культури      |
| 14                                                      | Гуцу Неля Петрівна             | 03.11.2010            | середня спеціальна | член Всеукраїнського об'єднання «Батьківщина» | Вашковецька сільська рада, землевпорядник                        |
| 15                                                      | Троян Валентина Михайлівна     | 03.11.2010            | середня спеціальна | член Всеукраїнського об'єднання «Батьківщина» | Вашковецька сільська рада, завідувачка ВОБ                       |
| Самовисування                                           |                                |                       |                    |                                               |                                                                  |
| 1                                                       | Михайлюк Петро Анатолійович    | 03.11.2010            | середня спеціальна | позапартійний                                 | приватний підприємець                                            |
| 4                                                       | Хмарук Леонід Вікторович       | 03.11.2010            | середня спеціальна | позапартійний                                 | приватний підприємець                                            |
| 5                                                       | Косінський Валентин Васильович | 03.11.2010            | середня спеціальна | позапартійний                                 | працівник ОВС, службовець                                        |
| 7                                                       | Хмарук Ігор Вікторович         | 03.11.2010            | вища               | позапартійний                                 | приватний підприємець                                            |
| 9                                                       | Голяк В'ячеслав Михайлович     | 03.11.2010            | вища               | позапартійний                                 | Вашковецька дільнична лікарня, головний лікар                    |
| 10                                                      | Дробушенко Леонід Степанович   | 03.11.2010            | середня            | позапартійний                                 | тимчасово не працює                                              |
| 11                                                      | Іващук Олександр Михайлович    | 03.11.2010            | середня спеціальна | член Народної партії                          | Вашковецька дільнична лікарня ветеринарної медицини, ветфельдшер |
| 12                                                      | Кордулян Емілія Федорівна      | 03.11.2010            | середня спеціальна | позапартійна                                  | Вашковецький дошкільний навчальний заклад, завідувачка           |
| 13                                                      | Крохмалюк Іван Васильович      | 03.11.2010            | середня            | позапартійний                                 | тимчасово не працює                                              |
| 16                                                      | Тарангул Руслан Георгійович    | 03.11.2010            | вища               | позапартійний                                 | водій автобуса                                                   |
| 17                                                      | Горянська Людмила Іванівна     | 03.11.2010            | середня спеціальна | позапартійна                                  | ФГ «Аура Плюс», завідувачка складом                              |
| 18                                                      | Капанистий Петро Васильович    | 03.11.2010            | вища               | член Всеукраїнського об'єднання «Батьківщина» | пенсіонер                                                        |
| 19                                                      | Семенюк Петро Вікторович       | 03.11.2010            | вища               | позапартійний                                 | приватний підприємець                                            |
| 20                                                      | Пірог Катерина Анатоліївна     | 03.11.2010            | вища               | позапартійна                                  | приватний підприємець                                            |